# Michael Vink
Pour les articles homonymes, voir Vink.
Michael Vink, né le 22 novembre 1991 à Christchurch, est un coureur cycliste néo-zélandais.

## Biographie
En 2010, Michael Vink court pour l'équipe continentale néo-zélandaise Subway-Avanti. Il est champion de Nouvelle-Zélande contre-la-montre espoirs et participe aux championnats du monde sur route à Mendrisio dans la catégorie espoirs. Il y est 28e du contre-la-montre et abandonne lors de la course en ligne.
En 2011, il est recruté par l'équipe continentale américaine Trek Livestrong, associée à l'équipe ProTeam RadioShack. Il remporte le championnat de Nouvelle-Zélande sur route espoirs.
En 2012, il commence sa saison en remportant une deuxième fois le championnat de Nouvelle-Zélande contre-la-montre espoirs et le 8 janvier il bat les professionnels et devient champion de Nouvelle-Zélande sur route.
En 2018, Michael Vink rejoint l'équipe continentale australienne Brisbane Continental.

## Palmarès sur route

### Par années
- 2008
  -  Champion de Nouvelle-Zélande du contre-la-montre juniors
  - Tour de Southland juniors[5]
- 2009
  -  Champion de Nouvelle-Zélande du contre-la-montre juniors
  - Classic Aubance Layon Hyrôme
  - Tour de Southland juniors
- 2010
  -  Champion de Nouvelle-Zélande du contre-la-montre espoirs
  - Main Divide Cycle Race
  - Le Race
- 2011
  -  Champion de Nouvelle-Zélande sur route espoirs
  - 5e étape du Tour de Taieri[6]
  - 2e du championnat de Nouvelle-Zélande du contre-la-montre espoirs
  - 3e de Le Race
- 2012
  -  Champion de Nouvelle-Zélande sur route
  -  Champion de Nouvelle-Zélande sur route espoirs
  -  Champion de Nouvelle-Zélande du contre-la-montre espoirs
  - 7e étape du Tour de Southland
  - Tour de Vineyards :
    - Classement général
    - 2e étape

  - 2e du Tour de Côte-d'Or
  - 3e du Tour de Southland
- 2013
  -  Champion de Nouvelle-Zélande du contre-la-montre espoirs
  - Main Divide Cycle Race
  - 1re et 2e (contre-la-montre) étapes du Tour de Canterbury
  - Mémorial Philippe Van Coningsloo
  - 2e du championnat de Nouvelle-Zélande sur route espoirs
  - 2e du Tour de Canterbury
  - 2e de Le Race
- 2014
  - New Zealand Cycle Classic :
    - Classement général
    - 1re étape

  - Tour de Canterbury :
    - Classement général
    - 3e étape

  - Main Divide Cycle Race
  - Benchmark Homes Series :
    - Classement général
    - 6e étape

  - 2e de l'UCI Oceania Tour
- 2015
  -  Champion de Nouvelle-Zélande du contre-la-montre
  - Around Brunner Cycle Ride
- 2016
  - Around Brunner Cycle Ride
  - 2e étape du Saint-Brieuc Agglo Tour
  - 6e étape des Calder Stewart Series
  - 4e et 6e étapes du Tour de Southland
  - 2e de la Route bretonne
  - 2e du Tour de Southland
  - 3e du Tour de Seine-Maritime
- 2017
  - Ronde du Porhoët
  - 6e étape des Calder Stewart Series
  - 6e étape du Tour de Southland
  - 2e du Tour de Southland
- 2018
  - GrapeRide
  - Calder Stewart Series :
    - Classement général
    - 6e étape

  - Tour de Southland :
    - Classement général
    - 3e étape

  - 2e étape du Tour de Tasmanie
  - 2e du championnat de Nouvelle-Zélande du contre-la-montre
  - 2e du Tour de Tasmanie
- 2019
  - Around Brunner Cycle Ride
  - Tour de Southland :
    - Classement général
    - Prologue (contre-la-montre par équipes)

  - 2e du Tour de l'Ijen
  - 3e de la PRUride PH
- 2020
  - 2e du Tour de Southland
- 2021
  - Le Race
  - Tour de Southland :
    - Classement général
    - 2e et 7e (contre-la-montre) étapes

  - 3e du championnat de Nouvelle-Zélande du contre-la-montre
  - 3e de la Main Divide Cycle Race
- 2022
  - 2e du championnat de Nouvelle-Zélande du contre-la-montre

### Classements mondiaux
| Année                                 | 2011 | 2012 | 2013 | 2014 | 2015 | 2016  | 2017 | 2018  | 2019 | 2020 | 2021 | 2022  | 2023  | 2024  |
| ------------------------------------- | ---- | ---- | ---- | ---- | ---- | ----- | ---- | ----- | ---- | ---- | ---- | ----- | ----- | ----- |
| Classement mondial                    |      |      |      |      |      | 2252e | nc   | 1164e | 659e | 685e | 714e | 1307e | 2498e | 2678e |
| UCI Europe Tour                       | nc   | nc   | 276e | nc   | nc   | nc    | nc   | nc    |      |      |      |       |       |       |
| UCI Oceania Tour                      | 20e  | 5e   | 29e  | 2e   | 35e  | 79e   | nc   | 25e   | 37e  | 38e  | 32e  | 68e   | nc    | nc    |
|                                       |      |      |      |      |      |       |      |       |      |      |      |       |       |       |
| Légende : nc = non classéSource : UCI |      |      |      |      |      |       |      |       |      |      |      |       |       |       |

## Palmarès sur piste

### Championnats du monde juniors
- Le Cap 2008
  -  Médaillé de bronze de la poursuite par équipes

### Championnats nationaux
- 2009
  -  Champion de Nouvelle-Zélande de poursuite juniors
  -  Champion de Nouvelle-Zélande de poursuite par équipes juniors
- 2013
  - 2e du championnat de Nouvelle-Zélande de poursuite
  - 3e du championnat de Nouvelle-Zélande du scratch
  - 3e du championnat de Nouvelle-Zélande de poursuite par équipes